# Dicoma
Dicoma é um género botânico pertencente à família Asteraceae.
Contém as seguintes espécies:
- Dicoma cana
- Dicoma pretoriensis